# Mauricio Rosenmann Taub
Pour les articles homonymes, voir Taub.
Mauricio Rosenmann Taub (né en 1932 à Santiago du Chili et mort le 8 mars 2021 à Essen) est un compositeur et poète chilien. Il fait des études de piano et de composition d‘abord à Santiago, où il obtient plusieurs récompenses, et ensuite, au moyen d'une bourse de l’Office allemand d'échanges universitaires, à Stuttgart et à Freiburg. Il interrompt ses études en Allemagne pour les poursuivre dans la classe d‘Olivier Messiaen au Conservatoire de Paris. Il participe en tant que stagiaire aux travaux du Groupe de recherches musicales (G.R.M.) à la radio française, fait aussi des études de musicologie, phonétique et linguistique à la Sorbonne et étudie l’orgue à l'École César-Franck sous la direction d’Édouard Souberbielle. Plusieurs fois il se rend à Darmstadt aux Cours Internationaux de musique contemporaine.
En 1964 il finit ses études dans la classe d’Olivier Messiaen  en obtenant le premier prix. Puis il  retourne à la Musikhochschule de Freiburg (Allemagne) dans la classe de  Wolfgang Fortner. Après avoir fini ses études de composition (il a passé l'examen en 1967), il devient professeur dans la même école. En 1974 il fut nommé professeur titulaire de théorie (analyse, instrumentation, harmonie et contrepoint) à la Folkwang-Hochschule de Essen où il a été actif jusqu'en 1999.

## Œuvre
Dans les compositions instrumentales de Rosenmann «se manifeste de façon de plus en plus claire l’expression du visuel dans la musique» (Encyclopédie Komponisten der Gegenwart, 1997). Ses compositions – pour piano, chant, ensemble de chambre et pour la scène – ont été exécutées en Allemagne et en Suisse par des interprètes renommés; ainsi les œuvres de théâtre Maquinación, Frankenstein - OperAzione et Solomisazione - Opera per una persona sola.
En 1960 ont été édités à Freiburg quelques poèmes de Rosenmann. 1969 vit l’apparition de son livre los paraguas del no. Jusqu'en 2007 huit livres se succèdent, la plupart en espagnol — El Europicho, Temprana aparición, Chile o el p/fisco sauer, Formicación, Alteration, Breviario, El lugar del encuentro y Disparación — ainsi que divers essais. «Pour la production des textes de Rosenmann le junctim langue/écriture et sa réalisation graphique est essentiel.» (Stefan Fricke). «Mauricio Rosenmann est un brillant innovateur qui joue avec les sons et les mots et en tire des nuances lumineuses.»  (Antonio Skármeta). «On y aiguise l’œil et l'oreille et l’on perçoit quelque chose qui vient de très loin et devine et indique le futur.» (Eugen Gomringer).

## Œuvres musicales (sélection)

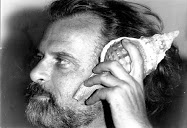
Mauricio Rosenmann Taub en 1975

- fasolauta pour flute, piano, synthétiseur et bande magnétique (1973-76)
- Hija mia, Wig-lid (berceuse) de Dora Taub pour  mezzo-soprano, cor anglais, alto, harpe et piano dédié à Eva Rosenmann Taub (instrumentation: M. Rosenmann)* vis-à-vis pour deux pianos et un pianiste (1977)
- Maquinación pour flipper solo et instrumentalistes, «RollenMusik» (1979-80), M-50085-008-3
- Frankenstein-OperAzione pour software solo, acteurs, deux sopranos, chœur parlant, instrumentalistes, workstation et bande magnétique (1992)
- Ground per pianoforte e basso profondo (piano de concert  et keyboard) (1996), M-50085-007-6
- Scenata (sonates scéniques) - quatre sonates scéniques pour un acteur, une chanteuse et ensemble de chambre (1994-97), M-50085-010-6
- Solomisazione - Opera per una persona sola (1997-2002), M-50085-034-2
- Sirenata (fa-Solstice) pour deux flûtes, piano, chanteuse/diseuse et bande magnétique (2006), dédié à Renate Greiss-Armin
- Madam Czerny pour piano solo (2007-08)
- Pour les vingt doigts pour piano et celesta, à deux mains (2012-2018)

## Œuvres littéraires (sélection)
- Lo ya detenido, Antes del alba (1948-56), inédits (quelques fragments en Disparación, 2006-07 et Invitación al garabato, 2009). Quelques textes ont été traduits en allemand dans golem, 1'1 (blätter für lyrik, Freiburg i. Br., 1960).
- los paraguas del no, Freiburg. i. Br./Santiago 1969 et Saarbrücken, 1995,  (ISBN 3-930735-34-2) extrait extrait 2
- El Europicho, 1973-83 (de la Sinfonía para nombres solos), Essen, 1983/Essen 1996,  (ISBN 3-89206-781-3)
- Temprana aparición (de la Sinfonía para nombres solos), Folkwang-Texte, Essen, 1992,  (ISBN 3-89206-446-6)
- Chile o el p/fisco sauer (de la Sinfonía para nombres solos), Feuilles d‘album, 1972-83/1995,  (ISBN 3-930735-33-4) extrait
- Formicación, Saarbrücken 1996,  (ISBN 3-930735-57-1) extrait
- Alteration : Saarbrücken 1997,  (ISBN 3-930735-96-2) extrait
- Breviario, Saarbrücken 2001,  (ISBN 3-89727-163-X) extrait
- El lugar del encuentro/Der Ort der Begegnung - Una reseña sobre textos de Eugen Gomringer y Charles Baudelaire y sobre trabajos propios - Tentativa de interpretación (edition bilingue: allemand et espagnol), Saarbrücken 2005,  (ISBN 3-89727-283-0) extrait
- Disparación, silabario disparatado, Saarbrücken 2007,  (ISBN 978-3-89727-376-4) extrait
- Invitación al garabato seguido del ensayo Dios es un número entre diez y dos, RiL editores, Santiago de Chile, 2008-09,  (ISBN 978-956-284-663-9)
- Solo por ser usted, Santiago de Chile 2010
- Preparaíso, Pfau-Verlag Saarbrücken  (ISBN 978-3-89727-528-7) / RiL editores, Santiago, 2014,  (ISBN 978-956-01-0128-0) - Vidéo de la présentation du livre avec Raul Zurita
- Cuando me desperté comprendí que estaba dormido, Colección Escritores chilenos y latinoamericanos, 2015,  (ISBN 978-956-317-289-8)
- Antepoemas, Sinfonía para nombres solos III, 2019/2020      (ISBN 978-3-89924-500-4) —  (ISBN 978-3-506-84141-4)

## Enseignement/Théorie/Analyse)
- Lieder ohne Ton (Chansons sans sons) – des notes à Federico Mompou, «Canción»; Ralf R. Ollertz, «Toy Tô» ; Carlos Saura, «Cría Cuervos»; Frédéric Chopin, «Préludes», Saarbrücken 1995,  (ISBN 3-930735-35-0)
- Die Entstellung als Analyse- und Kompositionsverfahren (La défiguration en tant que méthode d’analyse et de composition), tiré à part de la revue «Musiktheorie», 14., Heft 4, 1999. Cet essai finalise le projet Entwebernung (défiguration et composition dans les variations op. 27 de Anton Webern) avec des étudiants de la Folkwang Hochschule de Essen: analyse, réalisation et concerts à Essen (1993), Dortmund (1994, spektakel-festival) et Stuttgart (1997, Fachtagung Musiktheorie. Commentaire de François Förstel en ME-me (Musik Experimentell) Nr. 5, Reuttlingen, 1997.
- Ton- und Fingersatz im Finale der h-Moll-Sonate op. 58 von Chopin und in Ondine von Ravel. «Musiktheorie», 19., Heft 2, 2004
- Irrealer Klang – irrealer Satz. Einige Bemerkungen über den Anfang von Tristan und über zwei Préludes von Chopin. «Musiktheorie», 19. Jahrg., Heft 2, 2004

## Littérature
- Fricke, Stefan: Mauricio Rosenmann Taub, dans: «Komponisten der Gegenwart», ed. par Hanns-Werner Heister. - München : Edition Text u. Kritik, 1992 ff.
- Fricke, Stefan: Zu den Sehtextbüchern von Mauricio Rosenmann, dans: «Positionen 42», Beiträge zur Neuen Musik, Februar 2000
- Felipe Cussen: Entrevista a Mauricio Rosenmann Taub: De todos los modos posibles.
- Paul Guillén: Entrevista a Mauricio Rosenmann Taub.
- César Díaz-Muñoz Cormatches: Paraguas para lágrimas, en La Prensa (Santiago, 12 de octubre de 1971).